# 小室豊允次代を読む
小室豊允次代を読む（こむろとよちか じだいをよむ）は、サンテレビジョンで1994年ごろから2001年にかけて放映されたトーク番組である。

## 概要
番組では、小室豊允（評論家）が司会を務め、最新の世界情勢についての解説や、兵庫県、大阪府在住者を中心とした会社経営者、政治家、タレントらを交えての対談が行われた。
特に1995年1月17日に発生した阪神・淡路大震災（兵庫県南部地震）からの復興に対する提言が頻繁に行われ、それらは小室が著した「兵庫ルネッサンス計画（サンテレビジョン「小室豊允の次代を読む」・阪神・淡路大震災緊急提言）」（1995年・六甲出版）、「逆転 破壊から創造へ（サンテレビジョン「小室豊允の次代を読む」・阪神・淡路大震災緊急提言パート2）」（1996年・同左）としてまとめられた。
しかし小室が2001年の兵庫県知事選挙に立候補したため、同年夏（7月ごろ）で打ち切られた。